# Vjekoslav Pasković
Vjekoslav Pasković (Tivat, 1985. március 23. –) világbajnoki ezüstérmes (2013) és Európa-bajnok (2008) montenegrói vízilabdázó, a Galatasaray Isztambul játékosa.